# Trencséni Alexander Dubček Egyetem
A Trencséni Alexander Dubček Egyetem (szlovákul: Trenčianska univerzita Alexandra Dubčeka v Trenčíne, latinul: Universitas Trenchiniensis) trencséni központú nyilvános egyetem Szlovákiában. Névadója Alexander Dubček szlovák politikus, Csehszlovákia vezetője. Az egyetem első rektora Ivan Plander volt, jelenleg Jozef Habánik tölti be ezt a pozíciót.
Az egyetemet 1997-ben alapították, ezzel az ország egyik legfiatalabb egyeteme. Bár a városban és a régióban korábban is működtek más egyetemek kihelyezett karai, a Trencséni kerület volt az utolsó kerület Szlovákiában, amelyben nem volt önálló egyetem. Elsősorban gépészeti, elektrotechnikai és gyártási technológiai képzést biztosít. Négy karral nyitotta meg kapuit: Speciális Technika Kar, Mechatronikai Kar, Gyártási Technológiák Kar (Puhóban) és Szociális-Gazdasági Kapcsolatok Kara, ezekhez csatlakozott 2006-ban az Egészségügyi Kar. Alexander Dubček nevét 2002-ben vette fel.

## Karok
- Gyártási Technológiák Kar (Fakulta priemyselných technológií)
- Szociális-Gazdasági Kapcsolatok Kara (Fakulta sociálno-ekonomických vzťahov)
- Egészségügyi Kar (Fakulta zdravotníctva)
- Speciális Technika Kar (Fakulta špeciálnej techniky)